# (24907) Alfredhaar
(24907) Alfredhaar ist ein Asteroid des Hauptgürtels, der am 4. Februar 1997 vom italoamerikanischen Astronomen Paul G. Comba am Prescott-Observatorium (IAU-Code 684) entdeckt wurde.
Der Asteroid wurde am 4. August 2001 nach dem ungarischen Mathematiker Alfréd Haar (1885–1933) benannt.